# 薄核藤属
薄核藤属（学名：Natsiatum）是茶茱萸科下的一个属，为攀援灌木植物。该属共有2种，分布于印度至中南半岛。

## 下属物种
- 薄核藤 Natsiatum herpeticum